# هنود كنديون
هندوكندين  أو هنود كنديون  هم المواطنون الكنديون الذي يعود تراثهم كليا أو جزئيا إلى جنوب آسيا بما في ذلك هنود وأو أصول أخرى)، والأشخاص الذين هاجروا من الهند أو جنوب آسيا إلى كندا، أو الأشخاص من أصل هندي / جنوب آسيا الذين يحملون الجنسية الكندية، يستخدم مصطلح الهنود الشرقيين و جنوب آسيا شعبيا لتمييز الأشخاص المنحدرين من أسلاف هنود لتجنب الخلط مع الأمم الأولى, وتلك التسمية المستخدمه من قبل هيئة الإحصاء الكندية «هنود الشرق» للإشارة إلى الأشخاص تحديدا من الهند بعد التقسيم.

## أفلام بالموضوع هندو كندية
- 8 في 10 تاسفير (2009) (هندية)
- الطبخ مع ستيلا (2009) (الإنجليزية)
- داس (2005) (هندية)